# Україна не бордель

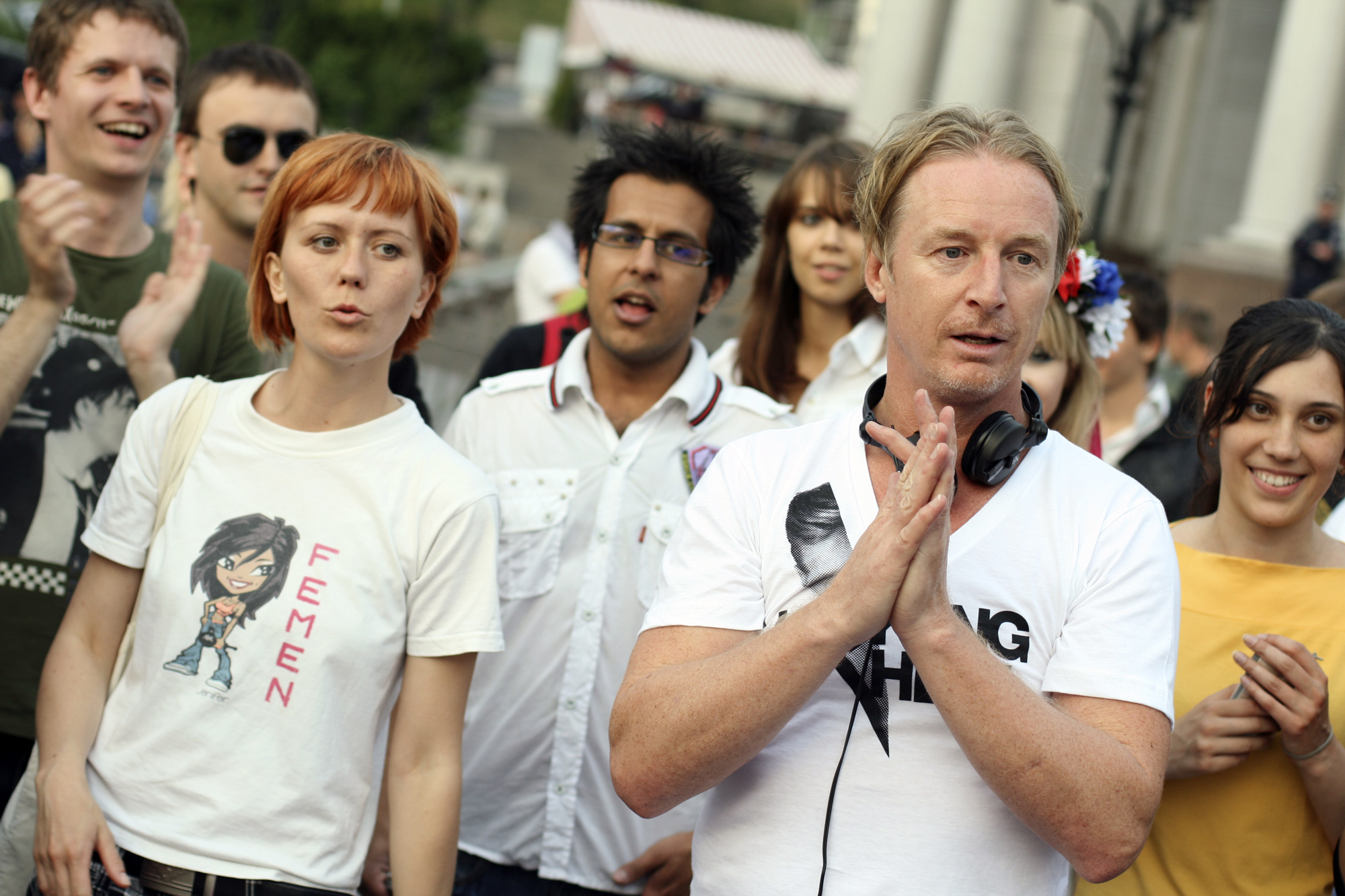
Україна не бордель

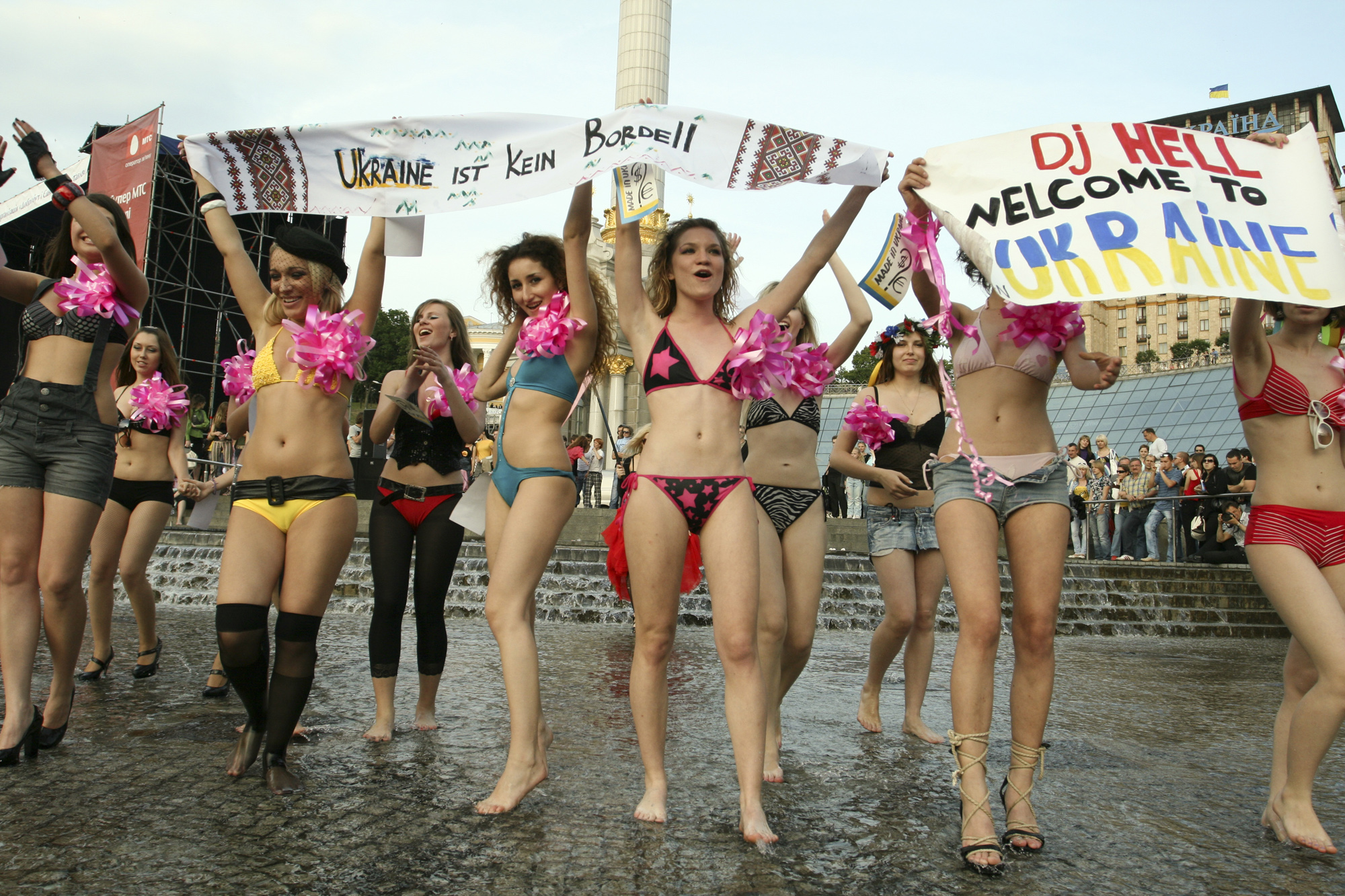
Україна не бордель-4

«Україна не бордель» (англ. Ukraine Is Not a Brothel) — документальний фільм австралійської режисерки Кітті Грін про українських феміністок із FEMEN. Місця зйомок: Україна, Туреччина, Білорусь. Дата випуску: 12 червня 2014 (Італія). Активісти FEMEN взяли участь у просуванні стрічки. Вони стверджували, що зображена ситуація у фільмі відповідає дійсності, під керівництвом Віктора Святського, хоча він був вигнаний з руху у 2012 році. Фільм відбувся поза конкурсом на 70-тому Венеціанському міжнародному кінофестивалі у Венеції. На фестивалі активістки традиційно з'явилися топлес.

## Синопсис
Феміністки з України сколихнули пресу усієї Європи. Обурені світовим іміджем українських жінок як приречених для продажу або товару секс-туризму, активістки Femen оголюють груди на знак протесту, щоб агітувати протидію патріархальним силам в усьому світі. Фільм пропонує зайти за лаштунки провокаційної організації. Рух, який почався на засніжених вулицях корумпованої, пострадянської України, гола війна FEMEN проти патріархату набирає обертів у Європі. Але, перш ніж взяли світ штурмом, ці сміливі жінки повинні були спочатку протистояти порочним і суперечливим силам у самій Україні, — кримінальній владі.

## Відзнаки та критика

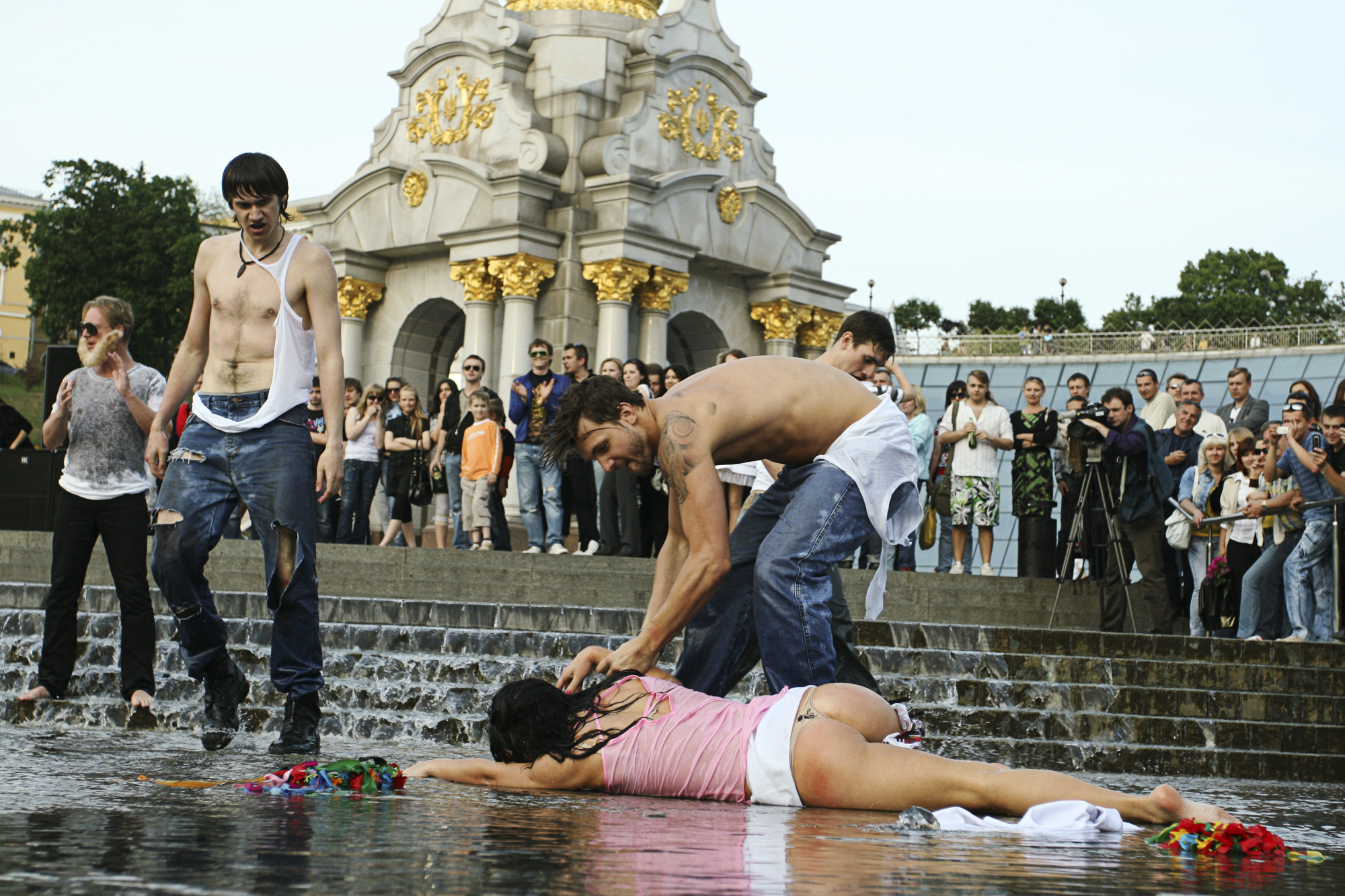
Україна не бордель — Майдан-3

9 вересня 2014 року фільм Україна не бордель був номінований на Best Feature Length Documentary від Australian Academy of Cinema and Television Arts які будуть надані на 4-й Australian Academy of Cinema and Television Arts нагородженні в казино Star, Сідней, Новий Південний Уельс в кінці січня 2015 року.
- Номінація на London Film Festival 2013 на нагороду Grierson Award Кітті Грін.
- Вибування на Venice Film Festival 2013 на нагороду Lina Mangiacapre Award — особливе згадка Кітті Грін.

## Головні ролі
- Чотири основні учасниці FEMEN зіграли камео:

- Інна Шевченко,
- Олександра Шевченко,
- Ганна Гуцол,
- Оксана Шачко.

## Створення
Режисура
- Кітті Грін

Продюсери
- Джонатан Ауф дер Хайде,
- Кітті Грін,
- Майкл Латам

Музика
- Зої Баррі,
- Джед Палмер

Оператор
- Майкл Латам

Сценарій
- Кітті Грін

Фоторепортажі
- Дорон Кіпень — звук перезаписів,
- Жерар Лонг — Фолі художника,
- Джед Палмер — звуковий дизайнер

Візуальін ефекти
- Cj Dobson

Інші
- Дейв Бадж — керівник пост-продакшн,
- Клаудія Томассіні — міжнародна публіцистка